# Liste des aéroports en Gambie
Ceci est une liste des aéroports de Gambie. 
Le pays ne possède qu'un seul aéroport, l'aéroport international de Banjul.

## Aéroports
| Lieu   | OACI | AITA | Nom                              |
| ------ | ---- | ---- | -------------------------------- |
| Banjul | GBYD | BJL  | Aéroport international de Banjul |